# Quanta Cura (1741)
Quanta Cura (Latijn voor met hoeveel zorg) is een pauselijke encycliek van de hand van Benedictus XIV die op 30 juni 1741 werd gepromulgeerd.
In het document richtte de paus zich tegen de handel in aalmoezen door de clerus. Giften voor het lezen van intenties en de Mis werden soms uitbesteed aan kerken, waar het lezen van de Mis goedkoper was — het verschil was voor de geestelijke. Deze vorm van outsourcing avant la lettre werd door Benedictus XIV in de sfeer van simonie geplaatst en onder de term "oneerlijk profijt" verboden.